# هیونس-اباو

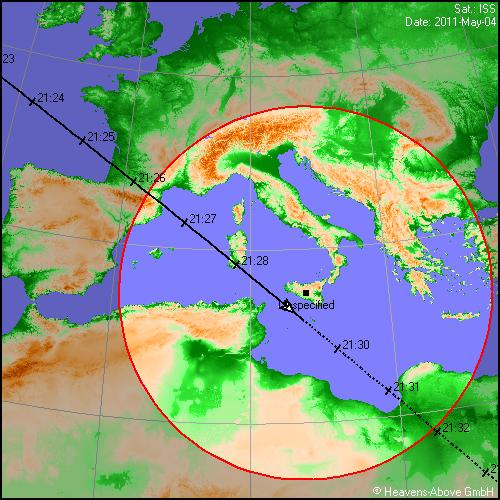

Heavens-Above وبگاهی ناسودبر پیرامون موضوعات نجومی است. سازنده و نگهداری‌کنندهٔ آن کریستوفر پیت است. این وب‌گاه برای راهنمایی افرادی‌است را که می‌خواهند با چشم غیرمسلح و بدون ابزارهایی مانند تلسکوپ، ماهواره‌هایی را که گرد زمین می‌گردند مشاهده و رصد کنند. وبگاه همچنین پیرامون دنباله‌دارها، شهاب‌سنگ‌ها و سیاره‌هایی که در آن هنگام قابل رصد هستند اطلاعات ارائه می‌دهد، و خدمات گوناگون دیگر.
مجلهٔ اسکای اند تلسکوپ این وب‌گاه را «پرطرفدارترین وب‌گاه برای کسانی که می‌خواهند ماهواره‌ها را رصد کنند» توصیف کرده‌است.